# Dnistrowe
Dnistrowe, Wołkowce (ukr. Дністрове) – wieś na Ukrainie w rejonie czortkowskim należącym do obwodu tarnopolskiego.
We wsi ulokowano Placówkę Straży Celnej „Wołkowce”.
Do 2020 w rejonie borszczowskim.